# Стеричний параметр Тафта
Стеричний параметр Тафта (англ. Taft steric parameter (Es)) — у хімії — параметр (Es), який характеризує вплив розмірів групи, що знаходиться біля реакційного центра, на швидкість хімічної реакції.
Зростання розмірів замісника приводить до зниження швидкості хімічної реакції.